# Aram-Rehob
Aram Rehob fue uno de los primeros reinos arameos, cuya ciudad principal era Rehob o Bet-Rehob, asociada con Aram-Zoba como hostil al rey David. Núm. xiii.21 y Jueces xviii.28 sitúan una Bet-Rehob en la región del Líbano cerca de Tel Dan. Moore (Comentario sobre los jueces, p. 399) lo identifica conjeturalmente con Paneas.